# Miles Davis in Europe
Miles Davis in Europe (später auch Miles in Antibes) ist ein Jazz-Album von Miles Davis. Es wurde auf dem Festival International de Jazz d’Antibes in Juan-les-Pins am 27. Juli 1963 live aufgenommen und im folgenden Jahr 1964 bei Columbia Records veröffentlicht.

## Vorgeschichte des Albums
Nach einer Übergangsphase mit einer Band mit Victor Feldman, George Coleman, Ron Carter und dem Schlagzeuger Frank Butler, mit der der Trompeter in Kalifornien mehrere Titel aufnahm („I Fall in Love So Easily“, „Baby Won't You Please Come Home“ und „Basin Street Blues“), stellte Davis in New York mit Ron Carter und George Coleman ein neues Quintett auf, zu dem der Pianist Herbie Hancock und der erst 17 Jahre alte Schlagzeuger Tony Williams gehörten sollten. Miles Davis war von der neuen Formation so begeistert, dass er am 14. Mai 1963 bei der so genannten „Eastcoast-Session“ die Titel „Joshua“, „Seven Steps to Heaven“ und „So Near, So Far“ aufnahm.
Einen Monat später spielte Davis mit seinem neuen Quintett in seiner Heimatstadt St. Louis in der dortigen Jazz Villa. Im Sommer ging die Band auf Europatournee und spielte vom 26. bis 28. Juli auf dem Jazz Festival Antibes.

## Das Album
Mit dem Album Miles Davis in Europe beginnt eine Serie von Livealben des berühmten zweiten Miles Davis-Quintetts der 1960er Jahre; außer Live in Europe (so der ursprüngliche Titel des Albums) sollten dies Four and More und My Funny Valentine aus der New Yorker Philharmonic Hall sowie Miles in Berlin, Miles in Tokyo und als fulminanter Abschluss Live at Plugged Nickel, Chicago 1965 sein. Obwohl auf den einzelnen Alben immer wieder ein ähnliches Programm gespielt wird, wie die Titel „Autumn Leaves“, „Walkin’“, „My Funny Valentine“, „So What“, „On Green Dolphin Street“ oder „If I Were a Bell“ gelang es diesen drei Quintettformationen (mit den Saxophonisten George Coleman, Sam Rivers (Miles in Tokyo) und schließlich Wayne Shorter) „im Laufe der Entwicklung den alten Titeln immer wieder neue, atemberaubende Live-Variationen in vorher kaum für möglich gehaltener Perfektion abzugewinnen,“ so Peter Wießmann in seiner Davis-Biographie. „Jeder der fünf Musiker genießt eine Freiheit, den gesamten funktionsharmonischen Raum des jeweiligen Themas auszunutzen und die Chance, den musikalischen Fluss richtungsweisend zu beeinflussen.“

## Titelliste
1. (A1) Introduction (durch André Francis) 0:15
2. (A2) Autumn Leaves (Jacques Prévert/József Kozma) 11:40
3. (A3) Milestones (Miles Davis) 9:15
4. (B1) Joshua (Victor Feldman) 9:30
5. (B2) All of You (Cole Porter) 13:58
6. (B3) Walkin' (Richard Carpenter) 16:16

## Diskographische Anmerkungen
Die Live-Aufnahmen aus Antibes erschienen 1963 zuerst unter dem Titel Miles Davis in Europe (Columbia CS 8933). 1989 erhielt das Album bei der Wiederveröffentlichung auf CD den bestimmteren Titel Miles in Antibes (786340, CBS4629602).
Alle Live- wie Studio-Aufnahmen der Miles-Davis-Formationen von 1963/64 wurden von Columbia 2004 auf der Sechs-CD-Box Seven Steps – The Complete Columbia Recordings of Miles Davis 1963-1964 vereinigt (C7K 90840).
Vereinigt mit weiteren, bislang unveröffentlichten Aufnahmen erschien der Mitschnitt 2024 auf der Kompilation Miles in France 1963 & 1964: The Bootleg Series, Vol. 8.